# Argus C3

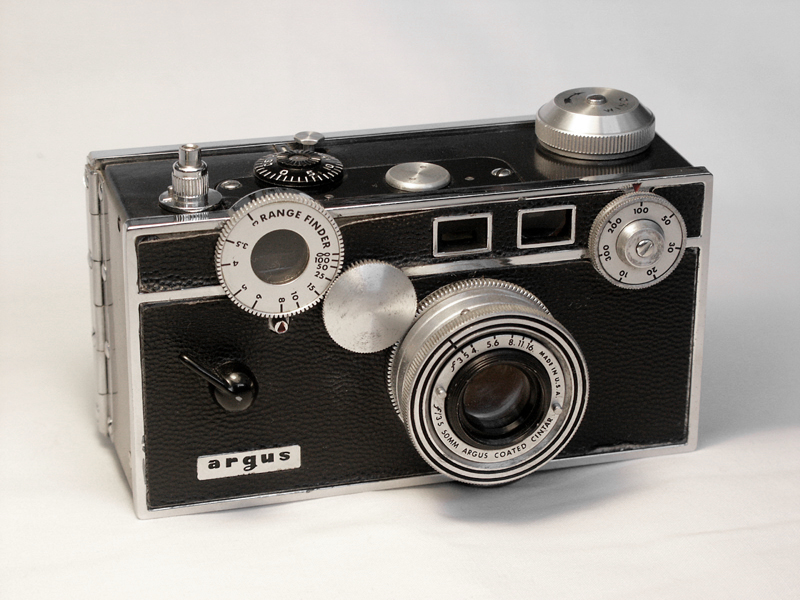
Argus C3.

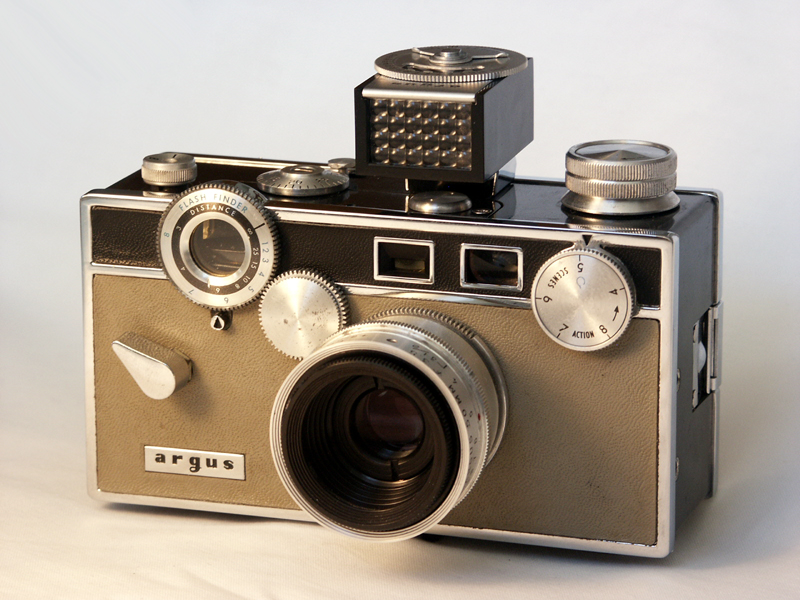
Argus C3 Matchmatic.

Argus C3 fue una cámara fotográfica de bajo coste producida masivamente por la Compañía Argus en Ann Arbor, Míchigan (EE. UU.) entre 1939 y 1966. La cámara llegó a ser la más vendida del mundo entre las cámaras de 35mm durante tres décadas y ayudó a popularizar, precisamente, el formato de 35mm. Debido a su forma, tamaño y peso, fue apodada por los fotógrafos de habla inglesa el ladrillo (The Brick) y por los japoneses la caja de comida (The Lunchbox). El más célebre periodista del siglo XX que la utilizó fue Tony Vaccaro, mientras fue soldado durante la II Guerra Mundial. Vaccaro llegó a revelar sus fotos en los cascos de sus compañeros. 

## Historia
La C3 fue construida primordialmente de plástico de baquelita y metal fundido. La forma de la cámara era lo suficientemente simple como para permitir el intercambio de lentes y su fácil transporte. Los diseños de sus lentes, obturadores y demás añadidos fueron hechos de acuerdo a estudios realizados en la época, que le daban una apariencia científica, lo cual la hacía atractiva para el público. 
Debido a sus siempre económicos precios y su fama de gran durabilidad y resistencia, la C3 soportó a todos sus competidores en Estados Unidos; la precisión de las cámaras alemanas; y la paulatina invasión de las aún menos costosas y más cualificadas cámaras japonesas, que comenzaron a poblar el mercado a partir de la década de los 50 del siglo XX. Sin embargo, el diseño se fue quedando anticuado y la producción cesó en 1966. Curiosamente, las ventas de la C3 descendieron varias veces durante su edad dorada, lo que hizo que, en varias ocasiones, la compañía anunciara su liquidación. Dichos anuncios hicieron que se dispararan las ventas porque los fotógrafos querían adquirir la "última cámara" Argus C3, motivo por el cual la compañía decidía continuar con su producción. 
A pesar de que su diseño tiene más de 65 años, la C3 continúa siendo una cámara altamente apreciada por los profesionales de la fotografía debido a su simplicidad y durabilidad, así como a su valor nostálgico. Su bajo precio, su simplicidad y su facilidad para ser reparada fueron claves en su éxito.

## Modelos
Las series comenzaron en 1938 con el modelo C equipado de un calibrador que no estaba adherido a la lente. Para focalizar una C hay dos pasos: primero encontrar la distancia utilizando el calibrador y después focalizar. Las primeras producciones tenían ya obturadores rápidos y los selectores de velocidad fueron pronto eliminados.
C fue seguido pocos meses después por C2 con un acoplamiento entre el calibrador y la lente, lo que aceleró el proceso de focalización y se hizo más conveniente para su uso. Finalmente, en 1939 se introdujo C3 con conexiones eléctricas en la parte izquierda de la cámara para una batería del flash sincronizada con el obturador.
El modelo básico de C3 tuvo pocas revisiones desde su introducción hasta su extinción en 1966. La velocidad de obturación se redujo de diez a siete, se agregó un accesorio de montaje y se eliminó un marcador de exposiciones de la parte trasera de la cámara. También hubo una variante en el código del color de exposición llamado colormatic. Una segunda generación de C3 con una lente más desarrollada y controles más cómodos conocida como C3 Estándar fue introducida en 1958, aunque fue casi idéntica a la precedente.
Había tres variantes de la C3: la Marchmatic, la Golden Shield y la C33. Las dos primeras fueron producidas entre 1958 y 1966 y fueron vendidas con un exposímetro de selenio adherido, pero eran idénticas en esencia a C3. Ambos modelos tenían también un acabado distintivo: Matchmatic tenía dos tonos de colores dorados y polipiel negra y la Golden Shield era metalizada. La C33, vendida entre 1959 y 1961, fue un significativo desprendimiento del modelo básico, aunque seguía imitando la forma de ladrillo. Ofrecía numerosas mejorías en todo su sistema.